# Milton Keynes
Milton Keynes [ˌmɪltənˈkiːnz] (abreviado MK) es una ciudad de Reino Unido ubicada en el municipio de Milton Keynes, condado de Buckinghamshire (Inglaterra). Se encuentra a unas 45 millas (72 km) al noroeste de Londres.

## Historia
Se trata de una de las new towns que se construyeron en los años 1960. La ciudad tiene 184 506 habitantes (censo de 2001). Pertenecía al Condado de Buckinghamshire, pero en 1997 el burgo se independizó como nueva autoridad unitaria del Reino Unido.
El nombre viene de un emplazamiento que ya existía cuando se creó la ciudad. Este sitio se llama desde 1991 Milton Keynes Village, para diferenciarlo de la ciudad.
El centro comercial de Milton Keynes está en el libro Guinness de los Récords al ostentar el centro comercial más largo del mundo (720 m de longitud).

## Geografía
Según el Office for National Statistics la zona urbana de Milton Keynes se divide en las siguientes zonas urbanas:
| Nombre                    | Habitantes (2001) |
| ------------------------- | ----------------- |
| Bletchley                 | 47.176            |
| Browns Wood               | 4.225             |
| Central Milton Keynes     | 31.442            |
| Newport Pagnell           | 14.739            |
| North Milton Keynes       | 13.489            |
| Walnut Tree               | 12.526            |
| Wolverton/Stony Stratford | 60.359            |
| Milton Keynes             | 184.506           |

La distancia de Milton Keynes a Londres es de 86,6 kilómetros (53,8 millas).

## Economía
La empresa Jim Marshall Amplification plc es originaria de Milton Keynes. La empresa fue un famoso fabricante de amplificadores de guitarras eléctricas durante varias décadas. Leyendas como Jimi Hendrix, Iron Maiden y otros músicos contemporáneos utilizaron sus productos.

## Cultura
El National Bowl (también conocido como Milton Keynes Bowl) es desde 1972 un famoso lugar para conciertos al aire libre, donde han actuado artistas como Linkin Park, Robbie Williams, Metallica, Queen, Guns N' Roses, Eminem, Green Day o Bon Jovi. El 5 de junio de 1982 la banda Queen dio un concierto que fue lanzado en CD/DVD posteriormente. El 19 de junio de 2005 la banda Green Day grabó su CD/DVD en directo Bullet in a Bible en Milton Keynes y el 29 de junio de 2008 fueron Linkin Park con Road To Revolution.

## Deporte
En la ciudad se encuentra la sala de esquí más grande de Europa con nieve real, además de la Open University, el centro nacional de Bádminton.
El equipo de Fórmula 1 Red Bull Racing tiene su sede en Milton Keynes. El equipo de fútbol es Milton Keynes Dons F.C.
En lo referente a Snooker, durante la pandemia se celebraron en el pabellón Marshall Arena diferentes eventos destacando el Campeonato de Reino Unido 2020 o el Masters 2021, entre otros.